# Hermann Gans zu Putlitz
Hermann Albert Gans Edler Herr zu Putlitz (* 17. Juli 1816 auf Schloss Wolfshagen, Prignitz; † 29. Juli  1888 auf Schloss Wolfshagen, Prignitz) war ein deutscher Gutsbesitzer und Politiker. Von 1880 bis zu seinem Tod war er Mitglied des Preußischen Herrenhauses.

## Herkunft
Hermann Gans Edler Herr zu Putlitz stammte aus dem märkischen Uradelsgeschlecht Gans zu Putlitz in der Prignitz. Die Familie hatte das Ehrenamt des Erbmarschalls der Kurmark Brandenburg inne, der zu einem erblichen Sitz im Preußischen Herrenhaus berechtigt. Sein Vater war Ludwig Siegmund Gans zu Putlitz (* 11. Dezember 1783; † 1. Juni 1845) und dessen Ehefrau Mathilde von Graevenitz (* 22. August 1798; † 2. März 1872).

## Leben
Hermann Gans machte sein Abitur 1838 auf dem Pädagogium zum Kloster Unser Lieben Frauen Magdeburg. Er war bereits vor 1857 Gutsherr auf Schloss Wolfshagen in der Prignitz und Kreis-Deputierter. In Wolfshagen ließ er von Lenné den einst bedeutenden Schloss-Park auf beiden Seiten der Stepenitz planen. Nach dem Tod von Eduard Gans zu Putlitz 1880 wurde er Senior der Familie und damit Erbmarschall der Kurmark Brandenburg und Mitglied des Preußisches Herrenhauses auf Lebenszeit. Putlitz gehörte schon vor 1876 als Kammerherr zum Preußischen Hofstaat.
Er starb unverheiratet 1888 auf seinem Schloss Wolfshagen. Die Würde des Erbmarschalls ging an Gustav Gans zu Putlitz über.